# Never Say Die!
Never Say Die! este al optulea album de studio al trupei britanice de heavy metal Black Sabbath , lansat în Septembrie 1978 . Este ultimul album de studio al formației cu Ozzy Osbourne ca vocalist .

## Tracklist
1. "Never Say Die" (3:49)
2. "Johnny Blade" (6:28)
3. "Junior's Eyes" (6:42)
4. "A Hard Road" (6:04)
5. "Shock Wave" (5:15)
6. "Air Dance" (5:17)
7. "Over to You" (5:22)
8. "Breakout" (2:35)
9. "Swinging The Chain" (4:17)

- Toate cântecele au fost scrise de Butler , Iommi , Osbourne , Ward

## Single-uri
- "Never Say Die" (1978)
- "A Hard Road" (1978)

## Componență
- Ozzy Osbourne - voce
- Tony Iommi - chitară , voce de fundal pe "A Hard Road"
- Geezer Butler - chitară bas , voce de fundal pe "A Hard Road"
- Bill Ward - tobe , voce pe "Swinging The Chain" , voce de fundal pe "A Hard Road"